# Wolfgang Ulimann
Wolfgang Ulimann, auch Uliman, Ullmann und Uolimann, eigentlich Wolfgang Schorant (* um 1500 in St. Gallen; † 1530 in Waldsee; hingerichtet), war ein Schweizer Täuferprediger.

## Leben
Wolfgang Ulimann war vom Mitbegründer der Täuferbewegung Konrad Grebel (1498–1526) im Rhein bei Schaffhausen getauft worden und wirkte als Täuferprediger in St. Gallen. Sein Vater war der Zunftmeister Andreas Ulimann. Bis um 1523/24 war er zusammen mit Jörg Blaurock Mönch im St. Luciuskloster in Chur. Beim Ausbruch der Reformation begann er in St. Gallen zusammen mit Johannes Kessler öffentlich die Bibel auszulegen. 1525 liess er sich von Konrad Grebel im Rhein unweit von Schaffhausen taufen. Zusammen mit Lorenz Hochrütiner trat er nun vehement für die Sache der Taufgesinnten ein. In der Folge wurde Ulimann mehrmals verhaftet und aus der Stadt verbannt. Später begab er sich nach Mähren. Als er von dort aus seine St. Galler Glaubensgenossen retten wollte, wurde er zusammen mit zehn Gleichgesinnten in Waldsee festgenommen und 1530 hingerichtet.
Es gibt die (allerdings unbewíesene) Vermutung, dass Ulimann der Verfasser eines anonymen Schreibens an die St. Galler Täufergemeinde gewesen ist. Das 1526 abgefasste Schreiben trägt den Titel Ain Sendbrieff aines fürtreffenlichen gottsförchtigen hyrten und lerers. Es wurde 2013 in einer Handschriftensammlung der Zentralbibliothek Zürich gefunden und von Christian Scheidegger untersucht; die Ergebnisse wurden 2014 veröffentlicht.